# Cicindela amargosae
Cicindela amargosae este o specie de insecte coleoptere descrisă de Dahl în anul 1939. Cicindela amargosae face parte din genul Cicindela, familia Carabidae.

## Subspecii
Această specie cuprinde următoarele subspecii:
- C. a. amargosae
- C. a. nyensis